# El DeBarge
Eldra Patrick DeBarge (* 4. Juni 1961 in Detroit, Michigan) ist ein US-amerikanischer Sänger, Songwriter und Musiker. Er war der Mittelpunkt und Hauptsänger der Familiengruppe DeBarge. Beliebte Songs unter der Leitung von El DeBarge sind Time Will Reveal, Who’s Holding Donna Now, Stay with Me, All This Love und Rhythm of the Night.
Als Solokünstler ist er vor allem für sein einzigartiges hohes Tenorregister, sein starkes Falsett und Hits wie Who’s Johnny und Love Always bekannt. Er hat auch mit Künstlern wie Dionne Warwick, Al Green, Lalah Hathaway, Tone Lōc, Babyface, Faith Evans, Quincy Jones, Fourplay, DJ Quik und Prince zusammengearbeitet. El DeBarge ist fünfmal für den Grammy Award nominiert.

## Frühes Leben
Eldra Patrick DeBarge war das sechste der Kinder von Robert Louis DeBarge Sr. und Etterlene DeBarge. Er sang in seinem örtlichen Kirchenchor und spielte als Kind Klavier. Später, nachdem seine Familie nach Grand Rapids, gezogen war, begannen er und der Rest seiner Familie, in der Pfingstgemeinde ihres Onkels aufzutreten. Als El DeBarge 13 war, ließen sich seine Eltern nach einer schwierigen und stürmischen Ehe scheiden. Er ist afroamerikanischer und französischer Abstammung. Als er aufwuchs, stand er seinem ältesten Bruder Bobby DeBarge am nächsten und begann, den Gesangsstil seines Bruders nachzuahmen.
El DeBarge verbrachte mehrere Jahre im Privatstudium mit dem Musikpädagogen Ricky Callier. Bis 1975 hatte er begonnen, den Wunsch zu äußern, Performer zu werden. Mit 16 wurde er zum ersten Mal Vater und zeugte schließlich 11 weitere Kinder. 1977 brach er die High School ab und begann mit seinen älteren Brüdern in Clubs und Veranstaltungsorten in Michigan aufzutreten. Bis 1979 konnte Bernd Lichters einen Vertrag mit „Source Records/MCA“ abschließen, um das Album Pall Mall Groove – Hot Ice für den Markt in den USA und Kanada zu veröffentlichen und zog Eldra Patrick DeBarge, Mark DeBarge, Randy DeBarge, Andre Abney, Elliot Townsend und Stanley Hood nach Los Angeles um, um die Veröffentlichung als Band zu unterstützen. Seine älteste Schwester Bunny schloss sich ihren Brüdern in Kalifornien an. Aufgrund des Erfolgs ihrer Brüder Bobby und Tommy DeBarge mit der Hitgruppe Switch konnte El DeBarge 1980 live am Klavier auftreten und vor Motown CEO Berry Gordy singen, der sofort die damals als „DeBarge“ bekannte Gruppe unter Vertrag nahm.
Motown betreute sie, und die Mitglieder arbeiteten später an den Aufnahmen von Switch mit und trugen zu Songwriting, Arrangements und Produktion bei, einschließlich der 1980er Alben This Is My Dream und Reaching for Tomorrow. El DeBarge erste professionelle Aufnahme war 1979 als Background-Sänger für den Switch-Hit I Call Your Name. Später half er beim Arrangieren der Musik für mehrere Switch-Songs, darunter Love Over and Over Again und My Friend in the Sky, die er, Bunny und Bobby geschrieben haben. Dieser Song wurde später von Leuten wie Queen Pen und Raheem DeVaughn gesampelt.

## Karriere
1981 wurde das Debütalbum von DeBarge The DeBarges veröffentlicht, nachdem die Familie ein Jahr lang im Studio gearbeitet hatte, um es aufzunehmen. Das Album war bekannt für die meisten seiner Songs, die von allen vier Familienmitgliedern produziert und geschrieben wurden, darunter Bobby DeBarge, der dazu beitrug, den Albumtrack Queen of My Heart zu beenden, nachdem El den Song den größten Teil seiner Amtszeit geleitet hatte. Das folgende Album, All This Love aus dem Jahr 1982, spielte den jüngeren Bruder James und war mit den Kompositionen I Like It und dem Titeltrack sehr erfolgreich. El DeBarge würde der Produzent und Arrangeur für alle Motown-Alben der Gruppe bleiben. 1983 veröffentlichte DeBarge In a Special Way mit den Hits Time Will Reveal und Love Me in a Special Way. 1984 wurde die Band zu einer Sensation, als sie für Luther Vandross auf der „Busy Body“ Tour des Sängers tourte. Obwohl die Gruppe großen Erfolg hatte und wie eine Familieneinheit erschien, gab es wachsende Spannungen zwischen El DeBarge und seinen Brüder, hauptsächlich wegen Motowns Drängen, El DeBarge zum einzigen bekannten Star der Gruppe zu machen. Am Ende der Tour wurde El DeBarge hauptsächlich dazu berufen, die Produktion von DeBarges zu übernehmen für das nächste Album, Rhythm of the Night, ohne viel Hilfe von seinen Geschwistern. Die Familie DeBarge hatte das weitere Album Bad Boys, obwohl El DeBarge und Bunny nicht auf dem Album waren.
Rhythm of the Night wurde das meistverkaufte Album der Gruppe aller Zeiten, obwohl einige behaupteten, dass El DeBarge das einzige Mitglied auf dem Album war, mit Ausnahme des Titeltracks, der in mehreren Ländern, darunter den USA und Großbritannien, zu einem Top-5-Hit und zum Signature Song der Gruppe und El DeBarge wurde. Ende 1985 trat er in „The Facts of Life“ in der Episode „Doo-Wah“ der siebten Staffel als er selbst auf und spielte seine Single You Wear it Well mit Lisa Whelchel, Kim Fields, Mindy Cohn und Nancy McKeon als Backup-Sänger.
1986 verließ El DeBarge die Gruppe und begann seine Solokarriere mit der Veröffentlichung seines selbstbetitelten Debütalbums, aus der die Hits Who’s Johnny und Love Always hervorgingen. Es vergingen jedoch drei Jahre, bis El DeBarge 1989 sein zweites Album Gemini veröffentlichte. Das Album hatte zwei Hits, Real Love und Somebody Loves You. DeBarges Vertrag mit Motown wurde 1990 beendet und er unterschrieb bei Warner Records. In der Zwischenzeit war DeBarge auf der Quincy-Jones-Single The Secret Garden, des 1990 erschienen.
1992 veröffentlichte El DeBarge sein drittes Album, das von Maurice White produzierte In the Storm, das das Chanté-Moore Duett You Know What I Like enthielt, das Moores erste professionelle Aufnahme war. Kritiker bemerkten das Album für seine Produktionen im Marvin Gaye Stil. El DeBarge gab später zu, dass Gaye einen großen Einfluss auf seinen Musikstil hatte und kommentierte einmal, dass er All This Love ursprünglich als ein Lied geschrieben hatte, in dem er sich Gaye vorstellte. Er imitierte sogar Gayes Ad-libs während seiner I Want You Ära gegen Ende. Im selben Jahr hatte El DeBarge Charterfolg in den R&B-Charts mit einer Zusammenarbeit mit Fourplay an ihrer Version von Gayes After the Dance. DeBarges nächstes Album namens Heart, Mind and Soul von 1994, das zusammen mit Babyface produziert wurde, brachte bescheidene Chartsingles wie Slide und Where is My Love (mit Babyface als Duettgesang) hervor.
Während DeBarge weiterhin an Projekten anderer Künstler mitarbeitete, darunter die seines Bruders Chico DeBarge und des Rappers DJ Quik (mit dem er an Quiks Hit Hand in Hand zusammenarbeitete), veröffentlichte er zwischen 1994 und 2009 keine Alben mehr. 2010 tauchte er schließlich aus einer 16-jährigen Verzögerung mit dem passend betitelten Second Chance auf, das nach einer Reihe von Comeback-Auftritten und Auftritten veröffentlicht wurde, darunter ein gut aufgenommener Auftritt bei den BET-Awards 2010. Das Album brachte zwei Singles hervor, Second Chance und das Duett Lay With You von Faith Evans, und führte später zu drei Grammy Award Nominierungen: „Best Male R&B Vocal Performance“ und „Bestes R&B-Album“. El DeBarge bleibt das einzige Mitglied der DeBarges, das Grammy-Nominierungen sowohl außerhalb der Gruppe als auch innerhalb der Familie hat.
Im Jahr 2020 kehrte DeBarge unerwartet zur Popkultur zurück, nachdem RuPaul in der Fernsehsendung RuPaul’s Drag Race auf seinen charakteristischen Vokuhila verwiesen hatte. Die Kandidatin der 12. Staffel, Crystal Methyd, erschien mit einem identischen Vokuhila, sehr zur Freude von RuPaul.
Am 4. Februar 2022 spielte DeBarge in seinem Haus ein Tiny Desk Concert für NPR Music, spielte Keyboard und sang. Das Konzert war Teil einer Feier des Black History Month.

## Privates Leben
DeBarge wuchs als Kind in Detroit und Grand Rapids, Michigan, auf. Seine Eltern hatten eine turbulente Ehe, die häusliche Gewalt und Kindesmissbrauch durch DeBarges Vater Robert beinhaltete. DeBarge hat über seine Beziehung zu seinem Vater und viele andere Elemente seines Familienlebens geschwiegen, die später in Büchern dokumentiert wurden, die von seiner Mutter Etterlene, seiner Schwester Bunny und seinem Bruder Tommy geschrieben wurden. 1978 wurde DeBarge Vater seines ersten Kindes, einer Tochter namens Adris. Schließlich zeugte er insgesamt 12 Kinder. DeBarge stand seinen Geschwistern nahe, insbesondere seinen Brüdern Bobby und Chico. Bobbys Tod im Jahr 1995 hatte tiefgreifende Auswirkungen auf DeBarge. Familienmitglieder sagten später, er habe sich nie vollständig davon erholt. Seit Bobbys Tod hat er mehrere von Bobbys Songs mit Switch auf der Bühne aufgeführt, manchmal mit Chico, der mitgesungen hat. DeBarge und mehrere DeBarge-Brüder kamen 1998 wieder zusammen, um mehrere DeBarge-Klassiker aufzuführen.

### Rechtsprobleme und Drogenabhängigkeit
DeBarge hatte eine Vorgeschichte von Drogenmissbrauch und rechtlichen Problemen. Er hat angegeben, dass seine Sucht begann, nachdem er anfing, verschreibungspflichtige Medikamente gegen Zahnschmerzen zu erhalten, nachdem ihm ein Zahn von einem Zahnarzt gezogen worden war.
Mitte der 1990er Jahre führten DeBarges Suchtprobleme dazu, dass seine Karriere nach ihren Höhepunkten in den 1980er Jahren ins Stocken geriet. Im Jahr 2001 wurde DeBarge wegen Kokainbesitzes festgenommen und erhielt Bewährung. Im Jahr 2006 wurde er erneut wegen Besitzes einer kontrollierten Substanz festgenommen und erhielt erneut Bewährung. 2007 wurde er in einem häuslichen Streit festgenommen und ohne Kaution festgehalten. Die Anklage wurde später fallen gelassen. Später im selben Jahr wurde er erneut festgenommen, wegen Kokainbesitzes angeklagt und auf Bewährung gestellt. 2008 wurde er jedoch erneut wegen Besitzes von Crack und Drogenutensilien festgenommen, was gegen seine Bewährungsauflagen verstieß. Für diesen Verstoß wurde sofort zu zwei Jahren Staatsgefängnis in Kalifornien verurteilt.
Nach einer Haftstrafe, die er 13 Monate verbüßte, gab DeBarge bekannt, dass er nach einer Sucht, von der er sagte, dass sie fast 25 Jahre gedauert habe, Nüchternheit gefunden habe, und erklärte, er habe auch seine Probleme mit dem Gesetz in der Vergangenheit anerkannt. Im Februar 2011 gab DeBarges Label während der Promotion seines 2010er Albums Second Chance bekannt, dass der Sänger alle öffentlichen Termine und Auftritte absagen würde, da er nach einem Rückfall wieder in die Reha ging. DeBarge kehrte später zur Arbeit zurück und trat im Februar 2012 bei den 54. Grammy Awards auf.
Im Januar 2023 wurde DeBarge wegen Besitzes einer kontrollierten Substanz, Drogenutensilien und eines sichtbaren ausziehbaren Metallschlagstocks in seinem Fahrzeug festgenommen.

## Diskographie

### Alben
Studioalben
- 1986: El DeBarge
- 1989: Gemini
- 1992: In the Storm
- 1994: Heart, Mind and Soul
- 2010: Second Chance

Compilation-Alben
- 2003: Ultimate Collection

### Singles
Als Hauptkünstler
- 1986: Whoʼs Johnny
- 1986: Love Always
- 1986: Someone
- 1987: Starlight Express
- 1989: Somebody Loves You
- 1989: Real Love
- 1992: You Know What I Like
- 1992: My Heart Belongs to You
- 1992: Another Chance
- 1994: Where Is My Love
- 1994: Canʼt Get Enough
- 1994: Slide
- 1995: Where You Are
- 2010: Second Chance
- 2010: Lay With You

Als vorgestellter Künstler
- 1990: The Secret Garden
- 1991: All Through the Night
- 1991: After the Dance
- 1998: Hand in Hand